# 大金紫堇
大金紫堇（学名：Corydalis dajingensis）为罂粟科紫堇属下的一个种。

## 扩展阅读
- 維基物種上的相關：大金紫堇